# Kiesgerechtigde
Een kiesgerechtigde is iemand die het recht heeft om te kiezen. Er wordt hierbij onderscheid gemaakt tussen actief en passief kiesrecht. Actief kiesrecht is het recht om te stemmen, passief kiesrecht het recht om gekozen te worden. Meestal heeft iemand met actief kiesrecht ook passief kiesrecht, maar dit hoeft niet altijd zo te zijn.
In Nederland en België zijn in principe alle meerderjarige burgers kiesgerechtigd voor politieke verkiezingen. Immigranten zonder Nederlandse nationaliteit zijn kiesgerechtigd op lokaal niveau (dus alleen bij gemeenteraadsverkiezingen) als zij ten minste vijf jaar legaal in Nederland wonen.
In België is er opkomstplicht, zelfs voor de Koning, maar in de praktijk gaat de Koning niet stemmen opdat de persoonlijke politieke opinie van de koning(in) niet in de weg zou komen staan aan de uitvoering van zijn grondwettelijke functie. De Koning is als staatsrechtelijk instituut politiek neutraal en positioneert boven de partijen, de verdere  koninklijke familie voldoet wel aan haar burgerlijke verplichtingen, ook de kroonprins(es).
Buiten de politiek zijn financiële leden van burgerlijke organisaties, zowel als leden van commerciële commissariaten kiesgerechtigd bij de keuze van bestuurders, directies en beleid.

## Politieke verkiezingen in België
De eerste verkiezingen van Kamer en Senaat die in 1831 werden gehouden, verliepen volgens het cijnskiesstelsel waarbij enkel die burgers die voldoende belastingen betaalden het recht hadden te kiezen. In 1893 werd het algemeen meervoudig stemrecht ingevoerd. Elke man kreeg één stem, maar sommigen die een bepaalde belasting (“cijns”) betalen of een bepaald diploma (“capaciteit”) hadden, kregen twee of drie stemmen. De leeftijdsgrens om te mogen stemmen was 25 jaar. Vrouwen bleven uitgesloten van het stemrecht.
In 1919 werd het algemeen enkelvoudig stemrecht ingevoerd (één man, één stem) en werd de leeftijdsgrens verlaagd naar 21 jaar.
Pas in 1948 mochten ook vrouwen gaan stemmen.
Sinds 28 juli 1981 werd de leeftijdsgrens weer verlaagd tot 18 jaar. Dit geldt enkel voor Belgen. Vreemdelingen hebben geen stemrecht voor de federale, regionale of provinciale verkiezingen. Sinds 2006 hebben ze, onder bepaalde voorwaarden, wel het recht deel te nemen aan gemeenteraadsverkiezingen. In juni 2024 mochten ook 16-jarigen voor het eerst stemmen in Europese verkiezingen. 
Sinds 1893 geldt in België de opkomstplicht: men moet zich melden in het stemlokaal, maar men is niet verplicht daadwerkelijk te stemmen. Blanco of ongeldig stemmen mag ook.

## Politieke verkiezingen in Nederland
In 1917 is het algemeen kiesrecht voor mannen en het passief kiesrecht voor vrouwen ingevoerd. In 1919 kregen vrouwen actief kiesrecht. In 1922 werd er volledig algemeen kiesrecht ingevoerd.
In Nederland heeft iedere in Nederland wonende burger met de Nederlandse nationaliteit die op de dag van de verkiezingen 18 jaar of ouder is, kiesrecht voor waterschappen, provinciale staten en de Tweede Kamer. Op deze regel bestaan een aantal uitzonderingen:
1. De rechter mag iemand het kiesrecht ontnemen (bijvoorbeeld wanneer iemand een ernstig delict tegen de staat gepleegd heeft);
2. De rechter mag bepalen dat iemand geestelijk niet in staat is te stemmen (De rechter kan bijvoorbeeld iemand onder curatele stellen)
3. Verder geldt dat kiezers die op de dag van de verkiezingen in de gevangenis zitten, alleen door middel van een machtiging mogen stemmen.
4. De derde groep vindt men in Art. B1 van de kieswet. Dit zijn Nederlanders die op de dag van de verkiezingen hun werkelijke woonplaats hebben in Aruba, Curaçao of Sint Maarten. Deze personen mogen ook niet stemmen. Aruba, Curaçao en Sint Maarten hebben immers zelf een parlement.

Bij verkiezingen voor de gemeente is de Nederlandse nationaliteit geen eis: iedere volwassene die vijf jaar of langer legaal in Nederland woont heeft actief en passief kiesrecht. Verder hebben in het buitenland wonende Nederlanders kiesrecht, mits zij ten minste tien jaar in Nederland hebben gewoond.
Kiesplicht was er in Nederland nooit. Wel opkomstplicht, die werd in 1970 afgeschaft.
In 2006 gingen er stemmen op om de kiesgerechtigde leeftijd naar 16 jaar te verlagen, om zo de jongeren meer bij de politiek te betrekken. Politicus Alexander Pechtold (D66) zette zich hier voor in. In de Tweede Kamer was er ten tijde van het voorstel niet veel animo voor dit plan.